# Leidulv Namtvedt
Leidulv Namtvedt, född 1 oktober 1950, är en norsk diplomat.
Namtvedt studerade till universitetsgraden candidatus magisterii och anställdes 1976 inom utrikestjänsten. Han var ministerråd vid Norges ambassad i Moskva 1991–1995, underdirektör i Utrikesdepartementet 1996–1997, avdelningsdirektör 1997–1999 och expeditionschef 1999–2007. Från 2007 till 2012 innehade han posten som ambassadör i Helsingfors. Han var återigen avdelningsdirektör i Utrikesdepartementet från 2012 till 2013 han utnämndes till ambassadör i Moskva.